# Die wahre Religion
Die wahre Religion (с нем. — «Истинная Вера») — салафитская организация, базировавшаяся в Германии. Предполагается, что организация насчитывала около 500 активных членов.
Организация была основана в 2005 году немецким салафитом палестинского происхождения Ибрагимом Абу Наджи (араб. إبراهيم أبو ناجي‎).
Организация была запрещена в ноябре 2016 года правительством Германии после того, как была доказана её вербовка членов для борьбы в Сирии и Ираке на стороне ИГИЛ.

## Основатель
Основателем Die wahre Religion является палестинский салафитский проповедник Ибрагим Абу Наджи, уроженец Газы. Он прибыл в Германию в 1982 году в возрасте 18 лет и утверждает, что успешно руководил бизнесом, хотя эти утверждения не были подтверждены. В 1984 году он стал гражданином Германии. Ибрагим Абу Наджи описывает своё религиозное пробуждение в 2003 году, после которого он стал проповедником. Абу Наджи продвигал идею раздачи Корана немецким прохожим.
Абу Наджи был известен немецким сотрудникам служб безопасности с 2005 года, когда он создал веб-сайт, который, по словам чиновников, распространял салафитскую экстремистскую пропаганду.
Абу Наджи, как утверждается, открыто проповедовал против демократии и других западных ценностей в видеоролике, провозглашающем «Демократия против ислама. И она является противоположностью исламу». Он также высказал мнение, что «если кто-то женат и совершает прелюбодеяние, его следует побить камнями». Абу Наджи также заявил, что гомосексуалов необходимо казнить, чтобы «защитить мусульман», и объявил, что неверующие будут гореть в аду.
Попытка привлечь Абу Наджи к ответственности по обвинению в разжигании религиозной ненависти в 2012 году провалилась.

## Рейды в Германии и запреты
Арест 8 ноября 2016 года Абу Валлаа, 32-летнего салафитского проповедника, родившегося в Ираке и проживающего в Хильдесхайме, ознаменовал начало общенациональной операции полиции в Германии на следующей неделе против исламских организаций, включая Die Wahre Religion.
Начиная с 15 ноября 2016 года власти Германии провели рейды в 190 местах по всей стране, предположительно связанных с экстремизмом. Полицейские рейды были разных городах и регионах, включая офисы Die Wahre Religion в Берлине, Гамбурге, Бремене, Баварии, Баден-Вюртемберге и Северном Рейне-Вестфалии, велись поиски материалов, используемых для пропаганды «жестокого джихада».
По данным властей, известно, что 140 членов Die Wahre Religion отправились в Ирак или Сирию, чтобы сражаться на стороне группировки ИГИЛ. Ибрагим Абу Наджи, основатель организации, во время рейдов находился за пределами страны.
DWR был запрещен властями Германии в ноябре 2016 года. Перевод Корана, используемый группой, был охарактеризован как «особенно жесткая интерпретация», в то время как сама группа в ответ на запрет заявила, что это означает, что Коран был запрещён в Германии.

## Деятельность после запрета
Организация продолжает свою деятельность в Великобритании и за рубежом после запрета в Германии.